# Basia
Basia, właśc. Barbara Stanisława Trzetrzelewska (ur. 30 września 1954 w Jaworznie) – polsko-brytyjska piosenkarka wykonująca muzykę będącą połączeniem współczesnego jazzu i popu o południowoamerykańskim brzmieniu.
Zaczęła śpiewać w polskich zespołach pod koniec lat 60. i w latach 70. W 1981 roku wyjechała do Wielkiej Brytanii, gdzie zasłynęła jako wokalistka w zespole Matt Bianco. W połowie lat 80. wraz z życiowym partnerem Dannym White’em odeszli z grupy, by skupić się na jej solowej karierze. Nagrywając dla koncernu Epic Records, odniosła światowy sukces w latach 1987–1995, szczególnie w Stanach Zjednoczonych, gdzie jej dwa albumy – Time and Tide i London Warsaw New York – uzyskały certyfikat platynowych płyt za sprzedaż ponad miliona kopii. Jej największe przeboje z tamtego okresu to: „Time and Tide”, „New Day for You”, „Promises”, „Baby You’re Mine”, „Cruising for Bruising” oraz „Drunk on Love”. Jej muzyka spotkała się z dużym uznaniem w Japonii i na Filipinach. Po przerwie spowodowanej sprawami osobistymi wznowiła solową karierę wydaniem albumu It’s That Girl Again w 2009 roku. Od tamtej pory wydaje muzykę przez niezależne wytwórnie płytowe oraz koncertuje na scenie smoothjazzowej.
Jej głos ma rozpiętość trzech oktaw. Twórczość Basi jest mocno zainspirowana amerykańskim soulem i jazzem, m.in. utworami Arethy Franklin i Stevie’ego Wondera, a także muzyką Ameryki Południowej, szczególnie brazylijską. Artystka czerpie także z nurtów takich, jak samba i bossa nova, regularnie wplatając elementy języka polskiego do swoich tekstów.

## Życiorys

### 1954–1984: Wczesne lata i początki kariery
Urodziła się w Jaworznie w 1954, choć niektóre źródła błędnie podają 1959. Wychowywała się z trójką rodzeństwa – dwoma braćmi i siostrą – a jej rodzice prowadzili lodziarnię w centrum miasta. Wychowując się w muzykalnej rodzinie, śpiewała od najmłodszych lat, a jako nastolatka posiadała obszerną kolekcję płyt winylowych. Jej matka grała na pianinie i udzielała jej pierwszych lekcji muzyki.
Zadebiutowała jako wokalistka w rockowym zespole muzycznym Astry, z którym w 1969 wystąpiła na I Ogólnopolskim Festiwalu Awangardy Beatowej w Kaliszu. Uczęszczała do I Liceum Ogólnokształcącego w Jaworznie. Następnie próbowała zdawać na matematykę na Uniwersytecie Jagiellońskim, lecz ostatecznie zaczęła studiować fizykę. Na pierwszym roku studiów skontaktował się z nią kierownik żeńskiej grupy wokalnej Alibabki, oferując jej pracę w zespole. Trzetrzelewska zgodziła się i występowała z Alibabkami w latach 1972–1974, koncertując głównie w Polsce i innych krajach bloku wschodniego.
W 1976 roku wzięła udział z utworem „Piosenka zakochanie” w XIV Krajowym Festiwalu Piosenki Polskiej w Opolu. Od końca 1977 do początku 1979 śpiewała w debiutującej wówczas grupie rockowej Perfect, z którą występowała w klubie polonijnym w Chicago. W tym czasie urodziła syna, Mikołaja. Zamieszkała na krótko w Stanach Zjednoczonych wraz ze swoim angielskim partnerem Johnem, ale w styczniu 1981 para przeprowadziła się do Wielkiej Brytanii. Tam poznała Marka Reilly’ego i Danny’ego White’a, z którymi śpiewała w jazzowo-popowej grupie Bronze. Zespół zmienił nazwę na Matt Bianco i w 1984 roku wydał debiutancki album Whose Side Are You On?, który podbił Europę. Płyta przyniosła międzynarodowe przeboje „Get Out of Your Lazy Bed”, „Half a Minute”, „More Than I Can Bear” oraz utwór tytułowy.

### 1985–1999: Szczyt kariery solowej
Mimo sukcesu, Basia i Danny opuścili Matt Bianco w 1985 roku, aby rozpocząć solową karierę Basi. Ich pierwszym wydawnictwem był singiel „Prime Time TV”, który spotkał się z niewielką popularnością w Niemczech i Wielkiej Brytanii. Pierwszy solowy album Basi, Time and Tide, ukazał się w 1987 roku i początkowo cieszył się umiarkowanym odbiorem, zyskując rozgłos we Francji, lecz nie sprzedając się dobrze w innych częściach Europy. Single „New Day for You” i „Promises” też nie podbiły list przebojów. Krążek poradził sobie za to znacznie lepiej w Stanach Zjednoczonych, gdzie ich muzyka zyskała powodzenie w stacjach radiowych nakierowanych w stronę smooth jazzu. Utwór „Time and Tide” był pierwszym hitem Basi na liście Hot 100 Billboardu, docierając do 26. miejsca w 1988 roku, a „New Day for You” i „Promises” uplasowały się w top 10 zestawienia Adult Contemporary w 1989 roku. Album Time and Tide sprzedał się w nakładzie niemal 2 milionów egzemplarzy, w tym milion w samych Stanach Zjednoczonych, gdzie został certyfikowany jako platynowy.
Druga płyta, London Warsaw New York, została wydana na początku 1990 roku i promowana była popularnym utworem „Baby You’re Mine”. Drugi singel, „Cruising for Bruising”, dotarł do top 40 na listach w USA i Kanadzie, okazując się największym przebojem Basi do tej pory. Album zawierał także cover utworu „Until You Come Back to Me (That’s What I’m Gonna Do)” napisanego przez Stevie Wondera, który wszedł na listę Adult Contemporary w USA. London Warsaw New York okazał się kolejnym przebojem wydawniczym, sprzedając się w ponad 2 milionach egzemplarzy na świecie, w tym ponad milion na rynku amerykańskim, co dało Basi jej drugą platynową płytę w USA. Wydawnictwo zostało również uznane przez magazyn Billboard za najlepszą płytę roku w gatunku „współczesny jazz”. Wykorzystując rosnącą popularność Basi, jej wytwórnia wydała kompilację Brave New Hope składającą się z remiksów i rzadkich utworów, a także kasetę wideo A New Day, zawierającą teledyski i wywiad.
Jej trzeci studyjny album, The Sweetest Illusion, ukazał się wiosną 1994 i był zwrotem ku bardziej wyrafinowanym brzmieniom. Pierwszym singlem w Ameryce została ballada „Yearning”, następnie wydano taneczne nagranie „Drunk on Love”, które trafiło na 1. miejsce listy najczęściej granych piosenek w amerykańskich klubach, Hot Dance Club Songs. Album ten, choć nie dorównał popularnością poprzednikom, to jednak uplasował się w top 40 listy sprzedaży w USA, gdzie został ostatecznie certyfikowany jako złoty za sprzedaż pół miliona kopii. Płyta cieszyła się za to większą popularnością w Japonii, gdzie dotarła do pierwszej dziesiątki i okazała się największym sukcesem Basi do tej pory, uzyskując status platynowej. W ramach światowej trasy promującej The Sweetest Illusion Basia po raz pierwszy odwiedziła Polskę, kiedy to na przełomie września i października 1994 dała serię siedmiu koncertów. Natomiast amerykańskie występy artystki w nowojorskim Neil Simon Theatre na Broadwayu zostały zarejestrowane i wydane jako jej pierwszy koncertowy album, Basia on Broadway, który ukazał się jesienią 1995 roku. W tym roku TVP Polonia przyznała jej nagrodę „Za zasługi dla Polski i Polaków poza granicami kraju”.
W 1996 roku Basia udzieliła się wokalnie w utworze „Just Another Day” Petera White’a, który był pierwszym singlem z jego albumu Caravan of Dreams. Trzy lata później ukazał się retrospektywny album Clear Horizon – The Best of Basia, na który trafiły największe przeboje, jak i cztery nowe piosenki. Był to zarazem pożegnalny album Basi dla koncernu Sony Music, z którym była związana od początku swojej światowej kariery. Składanka odniosła jednak umiarkowany sukces i to tylko w Japonii, głównie ze względu na brak promocji ze strony wytwórni. W 1999 roku Basia pojawiła się gościnnie w utworze „Springtime Laughter” zespołu Spyro Gyra na ich albumie Got the Magic i nagrała wokal do coveru „So Nice (Summer Samba)” muzyka Taro Hakase, który ukazał się na jego krążku Duets. 10 kwietnia 1999 roku Basia poprowadziła galę nagród muzycznych Fryderyki 1998, który był emitowany na żywo w telewizji TVN i Radiu ZET.

### Po 2000 roku: Przerwa w twórczości i powrót
W grudniu 2000 zmarła matka Trzetrzelewskiej, co artystka mocno przeżyła. Przez kolejne problemy w życiu osobistym (śmierć kuzynki i kolejnych przyjaciół) zaczęła zmagać się z depresją i straciła motywację do pracy, myśląc, że już więcej nie wróci do śpiewania. Danny White i Mark Reilly zdołali ją przekonać do wzięcia udziału w reaktywacji Matt Bianco w oryginalnym składzie. Tercet w 2004 wydał płytę pt. Matt's Mood, która spotkała się z pozytywnym odbiorem, dzięki czemu Basia zaczęła przychylnie patrzeć na możliwość nagrania kolejnej solowej płyty. Kiedy trasa koncertowa zespołu dobiegła końca, Basia i Danny rozpoczęli pracę nad nowym materiałem, a Reilly kontynuował działalność Bianco.

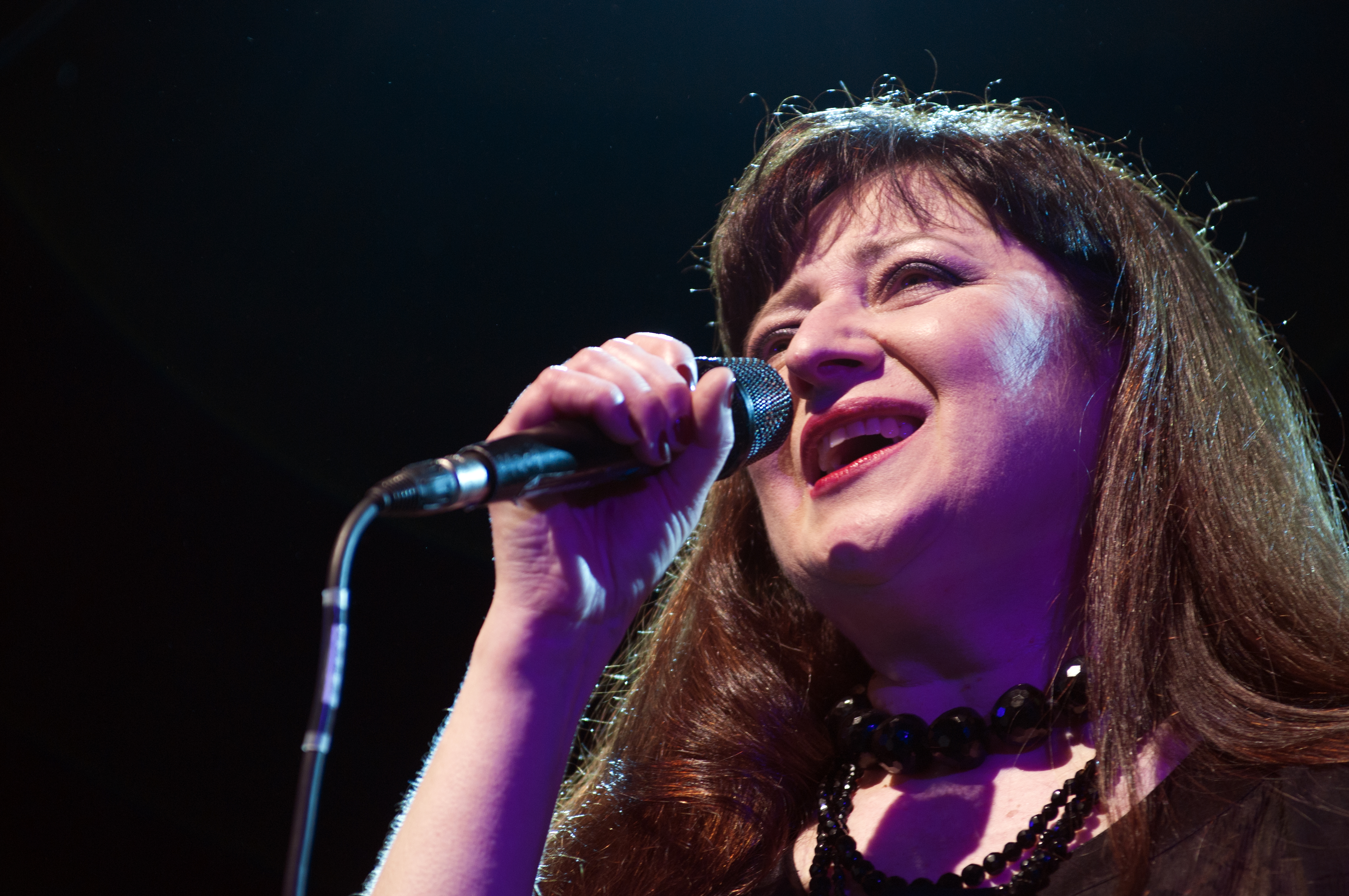
Basia podczas występu w Gdańsku (2011)

W kwietniu 2005, decyzją Ministra Kultury Waldemara Dąbrowskiego, otrzymała odznakę „Zasłużony dla Kultury Polskiej” (legitymacja nr 942/2005) za promowanie polskiej kultury poza granicami kraju. W 2009 wydała poprzez niezależną wytwórnię Koch Records album solowy pt. It’s That Girl Again. W Polsce promowała go radiowym singlem „A Gift”, a na rynku amerykańskim – „Blame It on the Summer”. Płyta cieszyła się przychylnymi recenzjami, a także sukcesem komercyjnym, docierając do top 10 na liście sprzedaży albumów jazzowych w USA oraz top 5 w Polsce, gdzie pokryła się platyną. W 2011 artystka została odznaczona dyplomem honorowym „za zasługi dla Miasta Jaworzna”, odsłoniła swoją gwiazdę w Opolskiej Alei Gwiazd i wydała album koncertowy pt. From Newport to London: Greatest Hits Live... and More, który zarejestrowała podczas występu w klubie Wytwórnia w Łodzi. Na płycie umieściła dodatkowo dwa premierowe utwory studyjne, w tym duet „Wandering” z Mietkiem Szcześniakiem. Nagrała z nim jeszcze cover „Save the Best for Last” Vanessy Williams, tym razem na jego album pt. Signs.
Postanowieniem prezydenta Bronisława Komorowskiego z 6 grudnia 2012 została odznaczona Krzyżem Kawalerskim Orderu Odrodzenia Polski za „wybitne osiągnięcia w pracy artystycznej, za popularyzowanie polskiej kultury muzycznej”. Dekoracja odbyła się w styczniu 2014. W 2015 Minister Kultury odznaczył ją medalem „Zasłużony Kulturze Gloria Artis”. W międzyczasie pojawiła się gościnnie na albumach Moniki Lidke i zespołu Pectus, jednocześnie pracując nad nowym materiałem solowym. W maju 2018 wydała album pt. Butterflies, który promowała singlem „Matteo” i za który otrzymała pozytywne recenzje, poza tym dotarła z nim do top 5 na liście sprzedaży albumów jazzowych w USA oraz pierwszej dwudziestki na liście w Polsce. Jesienią wyruszyła w kolejną światową trasę koncertową, występując w Ameryce Północnej, Azji Wschodniej oraz Polsce. W listopadzie 2019 została uhonorowana wyróżnieniem Pioneer Award Fundacji Kościuszkowskiej.

## Życie prywatne
Ma syna, Mikołaja. Na przełomie lat 70. i 80. była w związku z Johnem. W drugiej połowie lat 80. jej partnerem był Danny White, kompozytor i producent jej wszystkich solowych nagrań. Od 1991 związana jest z muzykiem Kevinem Robinsonem, z którym mieszka na obrzeżach Londynu i często przebywa w Jaworznie. Posiada dwa obywatelstwa – polskie i brytyjskie.
Pasjonuje się architekturą i restaurowaniem domów.

## Dyskografia

### Albumy studyjne
| Tytuł                          | Szczegóły                                                                                        | Pozycje na listach | Pozycje na listach | Pozycje na listach | Pozycje na listach | Pozycje na listach | Pozycje na listach | Pozycje na listach | Pozycje na listach | Certyfikaty                              |
| Tytuł                          | Szczegóły                                                                                        | AUS                | CAN                | FRA                | JPN                | NLD                | POL                | UK                 | USA                | Certyfikaty                              |
| ------------------------------ | ------------------------------------------------------------------------------------------------ | ------------------ | ------------------ | ------------------ | ------------------ | ------------------ | ------------------ | ------------------ | ------------------ | ---------------------------------------- |
| Time and Tide                  | - Data wydania: 3 kwietnia 1987 - Wytwórnia: Epic - Nośnik: LP, CD, kaseta, download, streaming  | 50                 | –                  | 16                 | –                  | –                  | –                  | 61                 | 36                 | - FRA: złoto - JPN: złoto - USA: platyna |
| London Warsaw New York         | - Data wydania: luty 1990 - Wytwórnia: Epic - Nośnik: LP, CD, kaseta, download, streaming        | –                  | 56                 | 28                 | 33                 | 60                 | –                  | 68                 | 20                 | - FRA: złoto - JPN: złoto - USA: platyna |
| The Sweetest Illusion          | - Data wydania: 28 kwietnia 1994 - Wytwórnia: Epic - Nośnik: LP, CD, kaseta, download, streaming | –                  | –                  | 39                 | 6                  | –                  | –                  | –                  | 27                 | - JPN: platyna - USA: złoto              |
| It’s That Girl Again           | - Data wydania: 11 marca 2009 - Wytwórnia: Koch - Nośnik: CD, download, streaming                | –                  | –                  | –                  | 148                | –                  | 4                  | –                  | –                  | - POL: platyna                           |
| Butterflies                    | - Data wydania: 18 maja 2018 - Wytwórnia: Shanachie - Nośnik: CD, download, streaming            | –                  | –                  | –                  | 279                | –                  | 15                 | –                  | –                  |                                          |
| „–” pozycja nie była notowana. |                                                                                                  |                    |                    |                    |                    |                    |                    |                    |                    |                                          |

### Albumy koncertowe
| Basia on Broadway                                      | - Data wydania: 31 października 1995 - Wytwórnia: Sony Music Entertainment - Nośnik: CD, kaseta, download, streaming | 84 |
| From Newport to London: Greatest Hits Live... and More | - Data wydania: 13 września 2011 - Wytwórnia: eOne - Nośnik: CD, download, streaming                                 | –  |
| „–” pozycja nie była notowana.                         | |    |

### Kompilacje
| The Best Remixes                  | - Data wydania: 1990 - Wytwórnia: Epic - Nośnik: CD                                                               | 66 |
| Brave New Hope                    | - Data wydania: 1990 - Wytwórnia: Epic - Nośnik: CD, kaseta, download, streaming                                  | –  |
| The Best Remixes II               | - Data wydania: 1991 - Wytwórnia: Epic - Nośnik: CD                                                               | –  |
| Clear Horizon – The Best of Basia | - Data wydania: 11 listopada 1998 - Wytwórnia: Sony Music Entertainment - Nośnik: CD, kaseta, download, streaming | 50 |
| Simple Pleasures                  | - Data wydania: 2003 - Wytwórnia: Sony Music - Nośnik: CD                                                         | –  |
| Superhits                         | - Data wydania: lipiec 2004 - Wytwórnia: Epic - Nośnik: CD, download, streaming                                   | –  |
| Playlist: The Very Best of Basia  | - Data wydania: 15 października 2013 - Wytwórnia: Epic - Nośnik: CD                                               | –  |
| „–” pozycja nie była notowana.    | |    |

### Single
| Tytuł                                                   | Rok  | Pozycje na listach | Pozycje na listach | Pozycje na listach | Pozycje na listach | Pozycje na listach | Pozycje na listach | Album                                                  |
| Tytuł                                                   | Rok  | CAN                | FRA                | GER                | NLD                | UK                 | USA                | Album                                                  |
| ------------------------------------------------------- | ---- | ------------------ | ------------------ | ------------------ | ------------------ | ------------------ | ------------------ | ------------------------------------------------------ |
| „Prime Time TV”                                         | 1986 | –                  | –                  | 68                 | –                  | 88                 | –                  | Time and Tide                                          |
| „Run for Cover”                                         | 1986 | –                  | –                  | –                  | –                  | –                  | –                  | Time and Tide                                          |
| „Promises”                                              | 1987 | 78                 | –                  | –                  | –                  | 48                 | –                  | Time and Tide                                          |
| „Freeze Thaw”                                           | 1987 | –                  | –                  | –                  | –                  | –                  | –                  | Time and Tide                                          |
| „New Day for You”                                       | 1987 | –                  | –                  | –                  | 74                 | –                  | 53                 | Time and Tide                                          |
| „Time and Tide”                                         | 1987 | 94                 | –                  | –                  | –                  | 61                 | 26                 | Time and Tide                                          |
| „Baby You’re Mine”                                      | 1990 | 57                 | 45                 | –                  | –                  | 84                 | –                  | London Warsaw New York                                 |
| „Cruising for Bruising”                                 | 1990 | 21                 | 46                 | –                  | 51                 | 86                 | 29                 | London Warsaw New York                                 |
| „Copernicus”                                            | 1990 | –                  | –                  | –                  | –                  | –                  | –                  | London Warsaw New York                                 |
| „Until You Come Back to Me”                             | 1990 | –                  | –                  | –                  | –                  | –                  | –                  | London Warsaw New York                                 |
| „Brave New Hope”                                        | 1990 | –                  | –                  | –                  | –                  | –                  | –                  | Brave New Hope                                         |
| „More Fire Than Flame”                                  | 1993 | –                  | –                  | –                  | –                  | –                  | –                  | The Sweetest Illusion                                  |
| „Yearning”                                              | 1994 | –                  | –                  | –                  | –                  | –                  | –                  | The Sweetest Illusion                                  |
| „Drunk on Love”                                         | 1994 | –                  | –                  | –                  | –                  | 41                 | –                  | The Sweetest Illusion                                  |
| „Third Time Lucky”                                      | 1994 | –                  | –                  | –                  | –                  | 77                 | –                  | The Sweetest Illusion                                  |
| „Half a Minute” (Live)                                  | 1995 | –                  | –                  | –                  | –                  | –                  | –                  | Basia on Broadway                                      |
| „Time and Tide” (Live)                                  | 1995 | –                  | –                  | –                  | –                  | –                  | –                  | Basia on Broadway                                      |
| „Angels Blush”                                          | 1995 | –                  | –                  | –                  | –                  | –                  | –                  | Clear Horizon – The Best of Basia                      |
| „Just Another Day” (Peter White oraz Basia)             | 1996 | –                  | –                  | –                  | –                  | –                  | –                  | Caravan of Dreams                                      |
| „Clear Horizon”                                         | 1998 | –                  | –                  | –                  | –                  | –                  | –                  | Clear Horizon – The Best of Basia                      |
| „Go for You”                                            | 1999 | –                  | –                  | –                  | –                  | –                  | –                  | Clear Horizon – The Best of Basia                      |
| „So Nice (Summer Samba)” (Taro Hakase oraz Basia)       | 1999 | –                  | –                  | –                  | –                  | –                  | –                  | Duets                                                  |
| „A Gift”                                                | 2009 | –                  | –                  | –                  | –                  | –                  | –                  | It’s That Girl Again                                   |
| „Blame It on the Summer”                                | 2009 | –                  | –                  | –                  | –                  | –                  | –                  | It’s That Girl Again                                   |
| „I Must”                                                | 2009 | –                  | –                  | –                  | –                  | –                  | –                  | It’s That Girl Again                                   |
| „If Not Now Then When”                                  | 2010 | –                  | –                  | –                  | –                  | –                  | –                  | It’s That Girl Again                                   |
| „From Newport to London”                                | 2011 | –                  | –                  | –                  | –                  | –                  | –                  | From Newport to London: Greatest Hits Live... and More |
| „Wandering” (oraz Mietek Szcześniak)                    | 2012 | –                  | –                  | –                  | –                  | –                  | –                  | From Newport to London: Greatest Hits Live... and More |
| „Save the Best for Last” (Mietek Szcześniak oraz Basia) | 2012 | –                  | –                  | –                  | –                  | –                  | –                  | Signs                                                  |
| „Matteo”                                                | 2018 | –                  | –                  | –                  | –                  | –                  | –                  | Butterflies                                            |
| „Bubble”                                                | 2018 | –                  | –                  | –                  | –                  | –                  | –                  | Butterflies                                            |
| „–” pozycja nie była notowana.                          |      |                    |                    |                    |                    |                    |                    |                                                        |